# Taal
För andra betydelser, se Taal (olika betydelser).
Taal (Bayan ng Taal) är en kommun i Filippinerna. Kommunen ligger på ön Luzon, och tillhör provinsen Batangas. Folkmängden uppgår till 51 503 invånare.
Taal är indelat i 42 barangayer.

## Bildgalleri

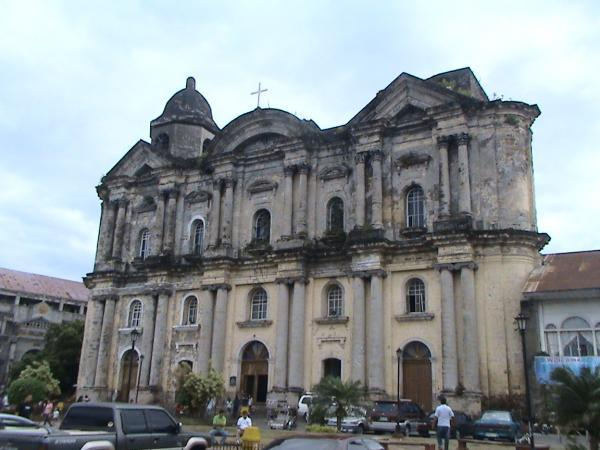
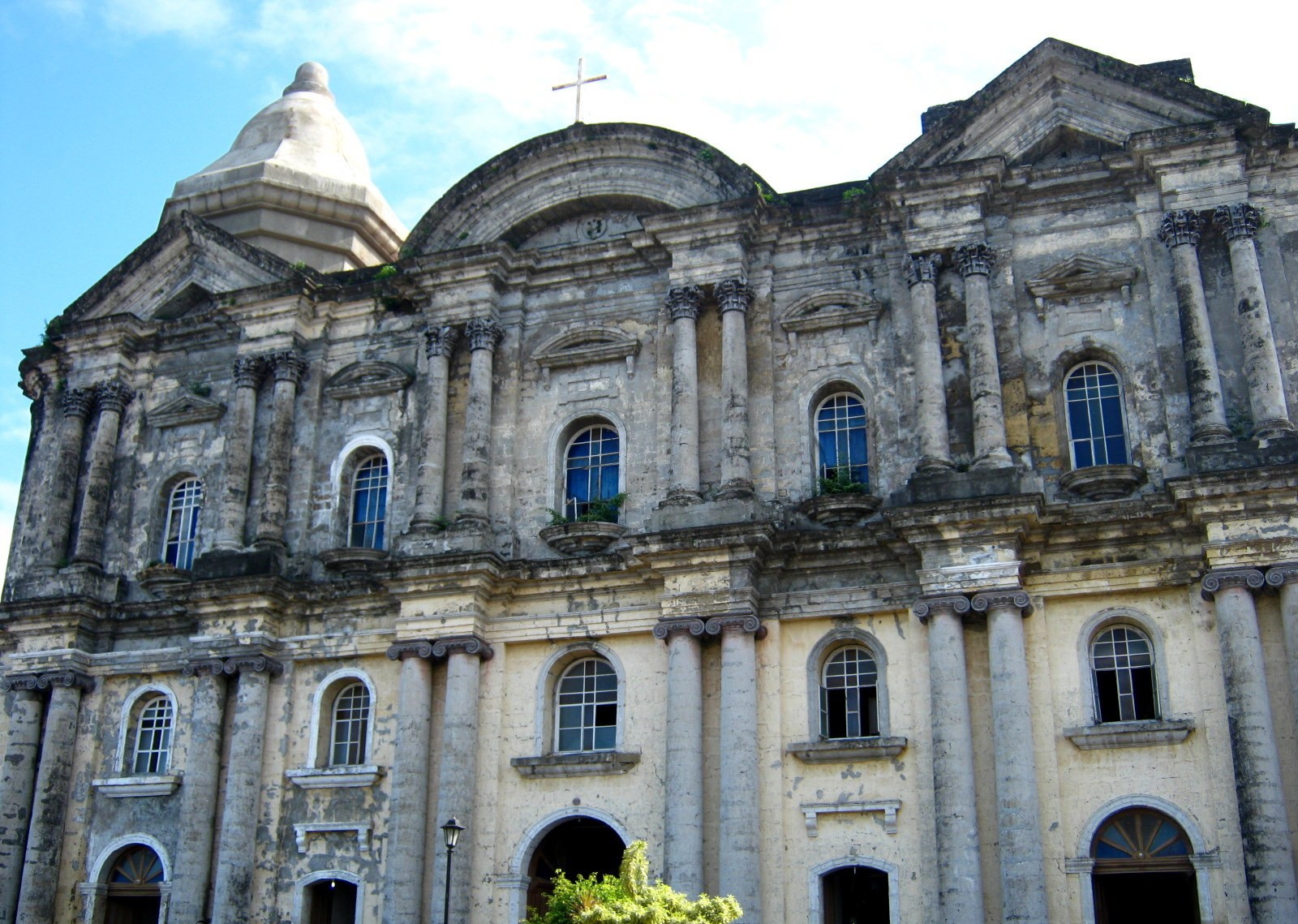